# 11 septembre 2001 (pièce de théâtre)
11 septembre 2001 est une pièce de théâtre, aussi décrite comme livret, écrite par le dramaturge Michel Vinaver à la suite directe des attentats du 11 septembre 2001.
Écrite tout d'abord en anglais, sa création originale a lieu le 21 avril 2005 au REDCAT à Los Angeles par le CalArts Center for New Performance dans une mise en scène de Robert Cantarella. Elle sera ensuite reprise en France en 2006 au Théâtre National de la Colline.

## Le texte

### Création

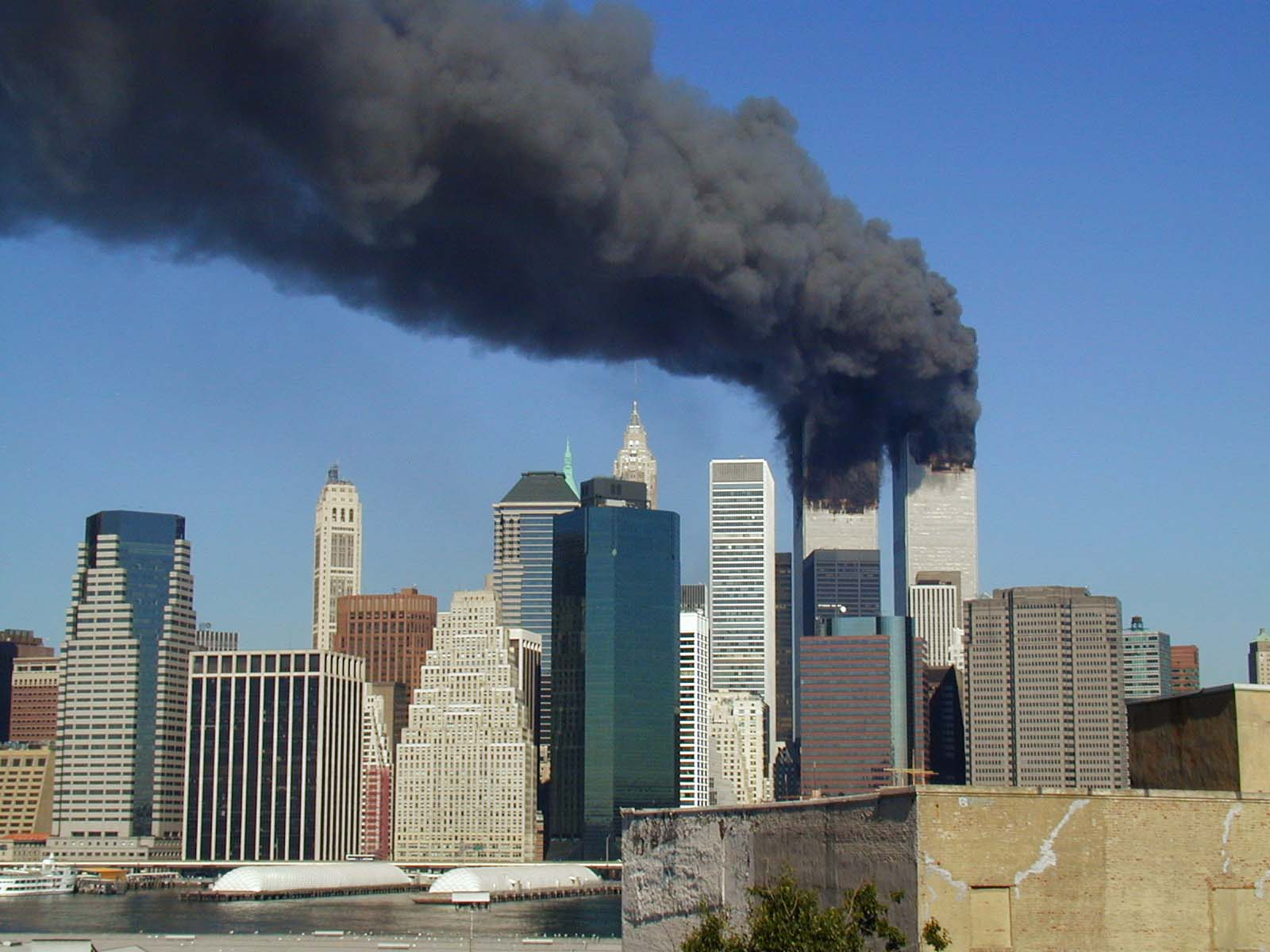
Incendie du World Trade Center à New York durant les attentats du 11 septembre 2001

Le 11 septembre 2001, 4 avions de ligne sont détournés par l'organisation terroriste Al-Qaïda et dirigés sur les deux tours du World Trade Center, le Pentagone et la Maison Blanche (seule cible finalement  épargnée, l'appareil s'étant écrasé en Pennsylvanie). C'est cet événement, qui donne son nom à la pièce, qui est souvent retenu sous le nom des attentats du 11 septembre 2001, ou plus simplement, le 11 septembre 2001. Ces attentats d'un impact considérable ont régulièrement été qualifiés de "National trauma (en)", ou traumatisme national, dans l'histoire des États-Unis, et ont notamment été l'élément déclencheur de la guerre contre le terrorisme engagée par le président américain de l'époque George W. Bush.
La pièce a été composée dans les semaines suivant directement les attentats, à partir de fragments, discours, témoignages et inspirations trouvés dans la presse quotidienne américaine. À l'origine, le texte est donc rédigé en anglais (ou plus précisément en américain) dans le but de re-situer l'événement sur un plan géographique, et pour correspondre à la langue d'origine des matériaux récoltés,. C'est également aux États-Unis, à Los Angeles, qu'aura lieu la création originale de la pièce.
Michel Vinaver lui-même en fera par la suite la traduction française, version dans laquelle les parties chorales restent cependant dans leur langue originale. Cette traduction est publiée en 2002 dans la collection « Scène ouverte », aux éditions de l'Arche, avec la mention « Texte français avec texte original en regard ».

### Description

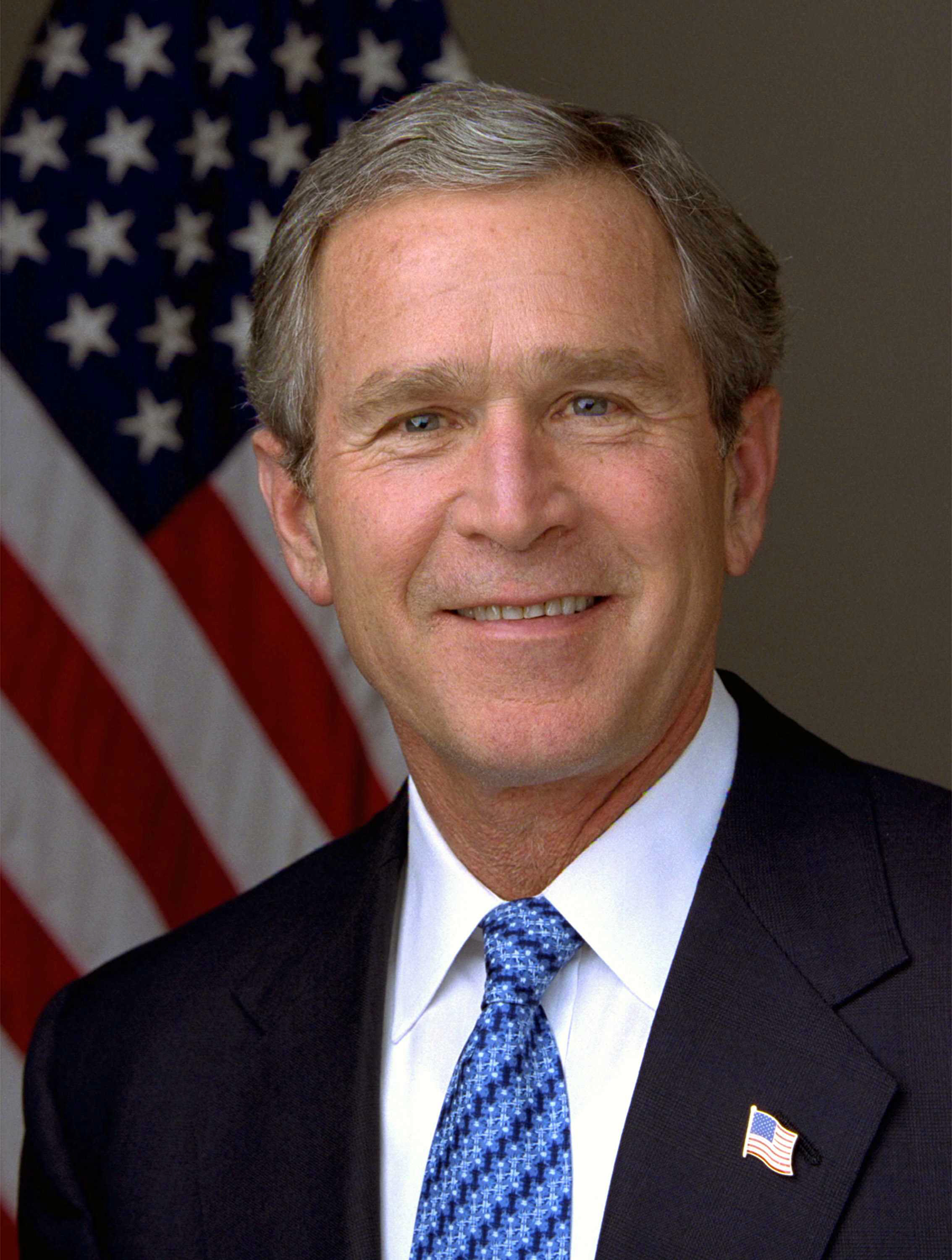
George W. Bush, président des États-Unis de 2001 à 2009

La forme du texte est  comparée à celle des cantates et des oratorios, par l'alternance de parties chorales, d'airs à plusieurs voix et de récitatifs. Ces derniers sont pris en charge par la figure d'un journaliste non-identifié, dont la fonction est comparée à celle de l'évangéliste dans les Passions de Jean-Sebastien Bach,. Les voix multiples présentes dans la pièce correspondent à des personnages réels ou inventés de toutes pièces (bien qu'il soit presque impossible de toutes les distinguer) ayant eu un rapport direct ou au deuxième degré avec l'événement raconté. Bien que ceux-ci ne soient pas listés au début de la pièce, la note liminaire située au début du texte précise que « le nom des personnages doit être entendu ou vu au même titre que les paroles prononcées »,. Les personnages à qui appartiennent ces voix sont donc les suivants, par ordre d'apparition :
- Une voix masculine non identifiée (léger accent arabe) de la cabine du vol American Airlines 11
- Le contrôleur du trafic aérien
- Le pilote du vol United Airline 175
- Un pilote non identifié
- Les voix de l'équipage du cargo militaire C-130
- Madeline Sweeney (d'abord indiquée comme "Voix de femme", puis "Madeline"), Hôtesse sur le vol American Airlines 11
- Michael Woodward (indiqué comme "Voix d'homme"), ground manager au Logan Airport à Boston
- Todd Beamer (transformé en "Todd Beaver"[6], indiqué comme "Une autre voix d'homme" ou "La voix d'homme"), passager du vol United Airlines 93
- Lisa, standardiste
- George Bush (indiqué comme "Bush"), alors président des États-Unis
- Le journaliste, en direct du Ground Zero du World Trade Center
- Katherine Ilachinski (indiquée comme "Voix de femme"), architecte rescapée du 91e étage du 2 World Trade Center
- Judy Wein (indiquée comme "Autre voix de femme"), rescapée du 103e étage de la tour sud
- Nat Alamo (indiqué comme "Voix d'homme"), rescapé et employé de la banque Morgan Stanley
- Richard Jacobs, rescapé du 79e étage et employée de la banque Fuji
- Donald Rumsfeld (indiqué comme "Rumsfeld"), alors secrétaire à la défense des États-Unis
- Feuillet d'instructions aux terroristes (indiqué par la suite comme "Feuillet d'instructions")
- Dorene Smith (indiquée comme "Voix de femme"), rescapée du 88e étage
- John Paul DeVito (indiqué tout d'abord comme "Voix d'homme", puis comme "John Paul"), rescapé
- Arturo Domingo (indiqué tout d'abord comme "Autre voix d'homme", puis comme "Arturo"), rescapé et directeur de boîte à la banque Morgan Stanley
- Le testament de Mohammed Atta (indiqué comme "Atta"), membre de l'organisation terroriste Al-Qaïda, coordinateur des détournements et pilote du vol American Airlines 11
- Un trader (indiqué ensuite comme "Le premier trader")
- Un autre trader
- Jan Demczur, rescapé et laveur de vitre
- Shivam Iyer, rescapé
- Oussama Ben Laden (indiqué comme "Ben Laden"), chef de l'organisation terroriste Al-Qaïda à l'origine des attentats
- Une voix de jeune femme, employée absente le jour des attentats

En plus de toutes ces voix  qui s'entremêlent, un chœur vient régulièrement ponctuer le déroulement du texte, mais toujours en langue anglaise.
L'organisation seule de toutes ces différentes voix ne permet pas d'identifier d'aspect narratif dans la pièce. L'ordre avec lequel celles-ci apparaissent semblent suivre une chronologie, avec au début les communications transmises durant les détournements des avions, suivies par les témoignages des rescapés des tours du World Trade Center, puis les discours idéologiques suivants les attentats. Bien que cette chronologie soit plus ou moins respectée tout au long du texte, il n'existe aucune indication ou coupure claire pour ponctuer ces changements, mais les parties chorales peuvent être devinées comme des points de ponctuation du texte.
L'arrangement de tous ces fragments, ou leur juxtaposition, permet de créer un certain nombre d'effets de tension, de mises en rapport de systèmes idéologiques, voire d'ironie. En effet, toutes les voix présentes, qu'elles viennent du côté des américains ou des terroristes, ne sont hiérarchisées d'aucune façon et coexistent dans le texte sur un même niveau d'importance.

## Thématiques

### La société des images
Pour la chercheuse française Julie Sermon, une des particularités des attentas du 11 septembre 2001 a été « sa mise en survisibilité immédiate » ayant donné aux attentats des airs de « reality show ». Elle décrit la médiatisation de l'événement comme suit :
« En se focalisant sur l'attaque du World Trade Center (au détriment de celle du Pentagone) et donc, en articulant le récit du 11 septembre à un lieu et un espace uniques, les discours officiels et médiatiques inaugurent l'espace d'un théâtre tragique dont les tours, emblèmes métonymiques et métaphoriques des victimes, deviennent le héros (minéral) à deux têtes. »
L'effet produit est, toujours selon Julie Sermon, décrit ainsi :
« De diffusion en diffusion, en effet, leur brutalité et leur horreur documentaire premières s'amenuisent et finalement, effet d'accoutumance, travail de deuil en accéléré des victimes de chair, d'os et de sang, ces images viennent moins témoigner au téléspectateur qui les voit et revoit de la réalité douloureuse du carnage, qu'elles ne lui rappellent, et martèlent silencieusement, que rien ne saurait désormais plus être comme avant. »
Michel Vinaver, dans sa note d'intention pour les représentations au Théâtre National de la Colline, dit lui-même :
« Et le faire [imiter les événements] par l'invention (c'est là qu'elle intervient) d'un objet de parole en explosion, en implosion, imitant l'explosion des avions, l'implosion des tours. Paroles suivant le cas captées ou supposées de gens dans les avions, dans les tours, avant la mort ou rescapés, paroles des dieux (Bush, Ben Laden), écrits retrouvés des auteurs de l'attaque. »
L'objectif de la pièce 11 septembre 2001, selon Julie Sermon, serait donc le suivant : 
« Sur le champ de bataille idéologique, entre les fers croisés des symboles, l'auteur décide de prêter à l'événement historique une attention et une oreille à mesure humaine. »

### La mimésis
Dans sa note d'intention présente dans le dossier de presse réalisé à l'occasion de la reprise de la pièce en 2006 au Théâtre National de la Colline, Michel Vinaver place la question de la mimésis au centre de son argument. Il y précise que le texte est une « imitation » des événements du 11 septembre 2001. Il définit son approche comme suit :
« On ne peut pas imaginer à partir de l'événement du 11 septembre parce que l'événement passe l'imagination. Ce que j'ai essayé de faire, c'est le fixer. »
L'historien du théâtre Sylvain Diaz récupère dans ce sens le terme de « tentation du procès-verbal » invoqué par Michel Vinaver en 2004. Michel Vinaver explique encore son geste artistique comme suit :
« Ce qui m'a motivé, c'est le besoin de fixer l'événement hors de tout commentaire, nu dans son immédiateté. Peut-être contre l'empâtement de la mémoire, contre le travail de l'oubli. »
La formule de Michel Vinaver souvent citée pour résumer le projet de la pièce est d'ailleurs la suivante :
« Réfléchir l'événement plutôt que d'y réfléchir. »

### La musicalité
Le texte de Michel Vinaver se réclame, dès sa page de titre, d'être un « livret » avant un texte de théâtre. La chercheuse française Hélène Kunz le décrit comme suit : 
« 11 septembre 2001 constitue une œuvre-limite puisqu'il ne s'agit plus d'une pièce de théâtre mais bien d'un "livret" d'opéra »
La note liminaire précise encore la proximité formelle du texte aux « cantates » et aux « oratorios ». Toujours selon Hélène Kuntz : 
L’ « oratorio » se fait chez Vinaver orchestration de voix discordantes, mettant en péril le principe d’échange qui régit le dialogue. Car, dans 11 septembre 2001, c’est bien contre le dialogue qu’oeuvre une musicalité placée au service de la juxtaposition des discours.
Julie Sermon articule la musicalité de la pièce avec l'idée de Michel Vinaver de « réfléchir l'événement plutôt que d'y réfléchir » De la manière suivante : 
Le texte de M. Vinaver oppose, au spectacle édifiant de l’information mondialisée, la mise en forme musicale et polyphonique d’un « événement-image », dont l’auteur s’attache à restituer toutes les voix.

## Création
Bien que d'origine française, Michel Vinaver a immédiatement pris le parti après les attentats de récolter les témoignages des personnes ayant eu un rapport de près ou de loin aux événements. Le but n'était pas d' y ajouter sa propre voix, mais de condenser les récits individuels ou idéologiques qui en sont nés, et de les ramener à une dimension plus humaine. C'est de cette manière qu'il justifie avoir écrit la pièce tout d'abord en langue américaine, mais également d'avoir créé la pièce pour la première fois aux États-Unis, pour des gens chez qui le traumatisme a été le plus profond.
Le texte est pour la première fois mis en scène le 21 avril 2005 à Los Angeles au REDCAT par  le metteur en scène français Robert Cantarella, en collaboration avec les acteurs du CalArts Center for New Performance. Lors de cette création originale, le casting était le suivant :
- Jonathan Ahmanson
- Jorge Castaneda
- Celeste Den
- Max Eugene Jr.
- Ayana Hampton
- Cindy Im
- Andrea Leblanc
- Carla Nassy
- Ariane Owens
- Hilario Saavedra
- Cecily Strong
- Jin Suh

Lors de la reprise de la pièce au Théâtre National de la Colline en 2006, le casting est resté identique à l'exception de Celeste Den, non créditée.
L'ambassade de France à Washington D.C., tout d'abord partenaire et coproducteur de la création de la pièce, décide finalement de se retirer du projet peu de temps avant les première représentations par peur d'un incident diplomatique. Cette crainte vient de la mise en parallèle des discours de George Bush et d'Oussama Ben Laden à la fin de la pièce, qui était vue comme une comparaison entre les deux personnages et le symbole d'un fanatisme partagé,. Malgré cela, la pièce est quand même terminée, principalement prise en charge par les équipes américaines.

## Autres mises en scène
- Mise en scène de Jean-François Demeyère, créée en 2006 à la Scène Nationale d'Albi[20].
- Mise en scène de Jacques Falguières, créée en 2008 au Tangram à Évreux[20].
- Mise en scène de Arnaud Meunier[21], créée en 2011 au Théâtre de la ville à Paris et jouée en avant-première à la Comédie de Saint-Étienne[22],[23].
- Mise en scène de Yan Walther, créée en 2011 avec le Théâtre de la Recherche au Pulloff Théâtres à Lausanne[24].
- Mise en scène du collectif ildi ! eldi, créée en 2015 au Théâtre ouvert à Paris[25],[26],[27].

## Éditions
- Michel Vinaver, 11 septembre 2001 - 11 September 2001, Paris, L'Arche, 2002
- Michel Vinaver, Théâtre complet - Tome 8 : 11 septembre 2001 - 11 September 2001, L'Objecteur, Les Troyennes, d'après Eurypide, Paris, L'Arche, 2003